# Цимбалюк Василь Іванович
Васи́ль Іва́нович Цимбалю́к (нар. 27 травня 1937 року, м. Сквира) — вчений-педагог, кандидат педагогічних наук, учитель-методист, член науково-методичної ради КВНЗ КОР «Академія неперервної освіти».
Автор підручників, посібників і програм з української мови і літератури, українознавства, науково-методичних видань, зокрема книг з методики викладання літератури.

## Біографічні дані
Народився 27 травня 1937 року у м. Сквира в родині службовця.
Закінчив середню школу № 2 із золотою медаллю. У 1960 році закінчив Київський університет імені Т. Г. Шевченка. Відтоді працював учителем української мови та літератури в Горобіївській середній школі (Сквирського району на Київщині), потім — у Сквирській середній школі № 1, з 1964 року на посаді заступника директора з навчально-виховної роботи Сквирської середньої школи № 1 (з 1994 ліцей).
Під керівництвом В. І. Цимбалюка в 1966 році було оформлено перший в області літературний кабінет.

### Науково-освітня діяльність
Автор книг «Як навчити учнів писати твори» (1970), «Літературно-мовний кабінет у школі» (1975), «Письмові творчі роботи з української літератури у 8—10 класах» (1981 рік), «Література і учнівська творчість» (1985), «Драматичний твір у школі» (у співавторстві), «Учнівський твір у середній школі» (1997 рік), «Сквира: сторінки історії» (1990) (у співавторстві), «Колиска українського народу» (2000) (у співавторстві). Має більш як 50 публікацій у фахових педагогічних виданнях.
Автор підручників — «Українська література: підручник для 6 класу» (1977 рік), «Українська література: підручник для 8 класу» (1982 рік), «Українська література: підручник для 7 класу» (1989 рік), «Українська література: підручник для 7 класу: пробний» (1995 рік), «Українська література: пробний підручник для 8 класу загальноосвітніх шкіл, гімназій, ліцеїв, коледжів» (2001 рік), «Українська література: підручник для 5 класу» (2005 рік), «Українська література: підручник для 8 класу» (2008 рік), «Українська література: підручник для 8 класу ЗНЗ (класів) з поглибленим вивченням української літератури» (2012 рік) — та зошити з української літератури.
Наукові інтереси: проблеми запровадження інтегрованого підходу до знань учнів на основі реалізації предметних та профільних спецкурсів і факультативів; формування національної самосвідомості й загальнолюдських цінностей в учнів на основі запровадження культурологічного підходу в навчально-виховній роботі на засадах українознавства.
Учасник багатьох Всеукраїнських та Міжнародних освітніх конференцій.

## Нагороди
- Відмінник народної освіти
- Заслужений вчитель УРСР (України)
- Орден Трудового червоного прапора (1986)
- Орден «За заслуги» ІІІ ступеня (1997)[1]
- Відзнака КВНЗ КОР АНО медаль «М. І. Пирогов — попечитель Київського навчального округу» (2016)[6]
- Входить до списку видатних діячів освіти, яким призначені довічні державні стипендії (2018)[7]